# بوابة الشحن بمطار دبي الدولي
بعد تسمية قرية دبي للشحن والمملوكة من قبل دائرة الطيران المدني في دبي، خضعت هذه المنشأة لعملية إعادة هيكلة كبيرة منذ عام 2008. تمت إعادة تسميتها باسم بوابة الشحن بمطار دبي الدولي مع تسمية المرافق المجاورة تحت قيد الإنشاء في جبل علي باسم بوابة مطار آل مكتوم للشحن . يتم الآن التحكم والإدارة في بوابات الشحن من قبل شركة مطارات دبي.
تعتبر البوابة واحدة من أكثر مرافق مناولة البضائع تقدمًا من الناحية التكنولوجية. في يناير 2008، أكملت بناء "محطة الشحن الضخمة" القادرة على التعامل مع 1.2 مليون طن إضافية سنويًا. في عام 2008، قامت بمناولة 1.8 مليون طن من البضائع، و25,279 طائرة شحن، وتصنف البوابة باعتبارها ثامن أكثر محطات الشحن الجوي ازدحامًا في العالم.

## الموقع
تقع بوابة الشحن بمطار دبي الدولي في موقع استراتيجي بالقرب من مطار دبي الدولي في دولة الإمارات العربية المتحدة. تبعد حوالي 40 كم عن منطقة جبل علي المجاورة، حيث تقوم شركة مطارات دبي ببناء مطار آل مكتوم الدولي وبوابة شحن مطار آل مكتوم.